# Pyhäjärvi (Säkylä)
Pour les articles homonymes, voir Pyhäjärvi.
Le Pyhäjärvi est un lac situé dans les régions de Satakunta et de Finlande propre en Finlande,.

## Géographie
Le lac Pyhäjärvi est situé dans le sud-ouest de la Finlande, à environ 80 kilomètres au nord de Turku. 
Le lac s'étend principalement dans la municipalité de Säkylä. 
La partie nord-ouest du lac appartient à la commune d'Eura, la partie sud à la commune de Pöytyä (ancienne commune d'Yläne). 
Le village de Säkylä est sur la rive orientale du lac. 
Les centres d'Eura et d'Yläne sont situés à quelques kilomètres au nord et au sud du Pyhäjärvi par la Seututie 210.